# Mea Culpa (Part II)
Pour les articles homonymes, voir Mea culpa.
Singles de Enigma
Sadeness (Part I)
(1990) Principles of Lust
(1991)
Mea Culpa (Part II) est une chanson du groupe allemand de new age Enigma, parue d'abord en version originale sur l'album MCMXC a.D. en 1990 sous le titre Mea Culpa et en second extrait de l'album en single l'année suivante. Le texte est intégralement en français (et aussi en latin).
En France, le single est classé quatrième du hit-parade, où il est certifié disque d'argent, tandis qu'en Allemagne, il se classe septième.

## Orthodox version
Le sample de la chanson pour l'Orthodox Version – celle paru en première titre du single – provient du titre Justify My Love de Madonna à l'envers, tandis que la Catholic Version, second titre du single, de Mea Culpa est la version entendu dans l'album MCMXC a.D..

## Liste des pistes
- CD single / 45 tours

1. Mea Culpa Part II (Orthodox Version) – 3:58
2. Mea Culpa Part II (Catholic Version) – 3:54

- CD maxi / maxi 45 tours

1. Mea Culpa Part II (Fading Shades Mix) – 6:15
2. Mea Culpa Part II (Orthodox Mix) – 3:58
3. Mea Culpa Part II (Catholic Version) – 3:54

## Classements et certification
| Classement (1991)                                | Meilleure position |
| ------------------------------------------------ | ------------------ |
| Autriche (Ö3 Austria Top 40)                     | 21                 |
| Australie (ARIA)                                 | 55                 |
| Pays-Bas (Nederlandse Top 40)                    | 16                 |
| Pays-Bas (Single Top 100)                        | 11                 |
| Canada (Top Singles)                             | 59                 |
| Espagne (AFYVE)                                  | 7                  |
| Europe (Eurochart Hot 100)                       | 47                 |
| Finlande (Suomen virallinen lista)               | 4                  |
| France (SNEP)                                    | 4                  |
| Belgique (Flandre Ultratop 50 Singles)           | 9                  |
| Allemagne (Media Control AG)                     | 7                  |
| Grèce (IFPI)                                     | 2                  |
| Irlande (IRMA)                                   | 20                 |
| Italie (Musica e dischi)                         | 7                  |
| Nouvelle-Zélande (RMNZ)                          | 34                 |
| Portugal (AFP)                                   | 3                  |
| Suède (Sverigetopplistan)                        | 20                 |
| Suisse (Schweizer Hitparade)                     | 10                 |
| Royaume-Uni (UK Singles Chart)                   | 55                 |
| États-Unis (Hot Dance Music/Club Play)           | 7                  |
| États-Unis (Hot Dance Music/ Maxi-Singles Sales) | 19                 |
| Québec (ADISQ)                                   | 32                 |

| Région        | Certifications | Date | Ventes certifiées | Ventes réelles |
| ------------- | -------------- | ---- | ----------------- | -------------- |
| France (SNEP) | Argent         | 1991 | 125 000           | 198 000        |